# Repechy

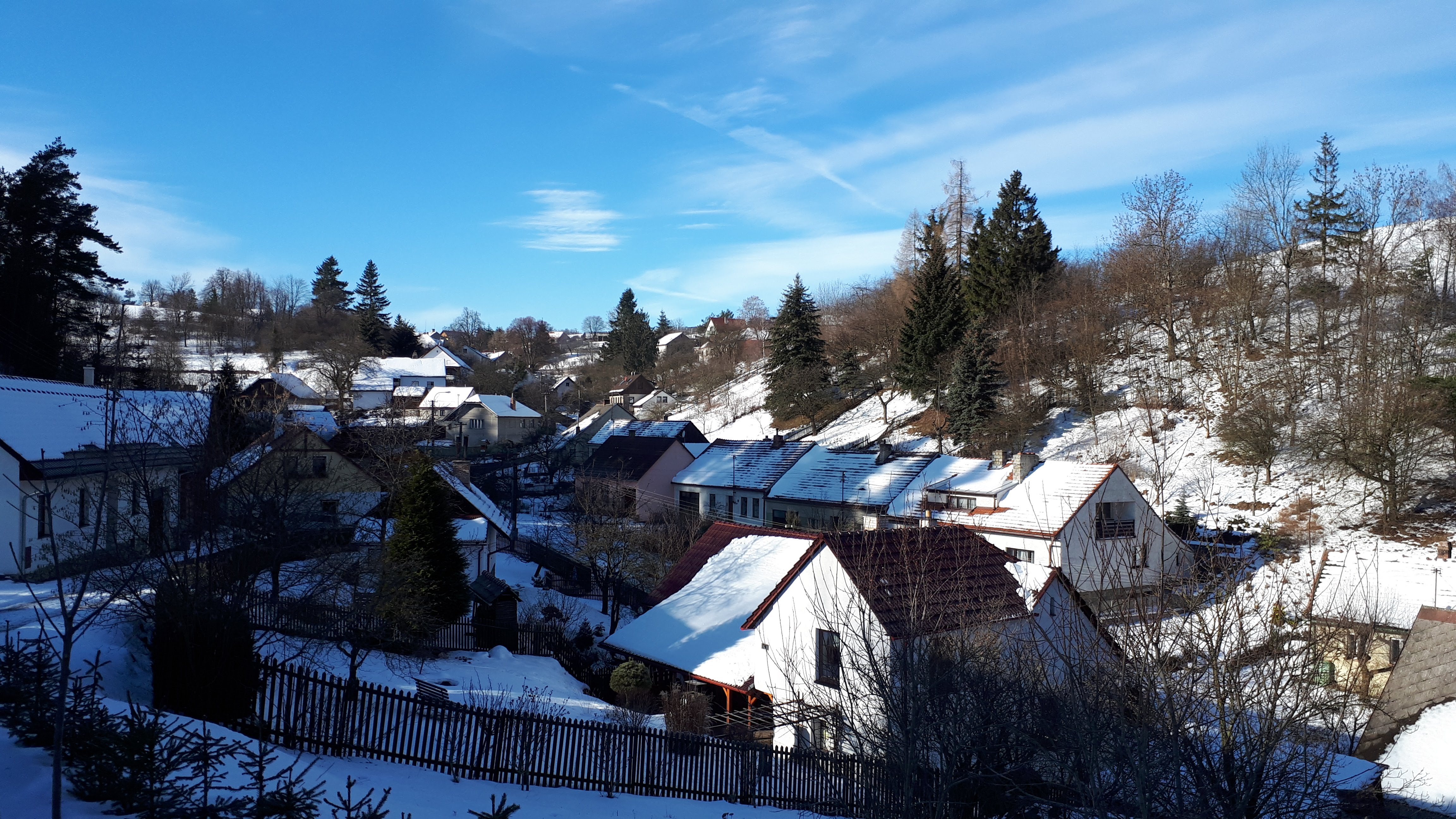
Blick auf Repechy

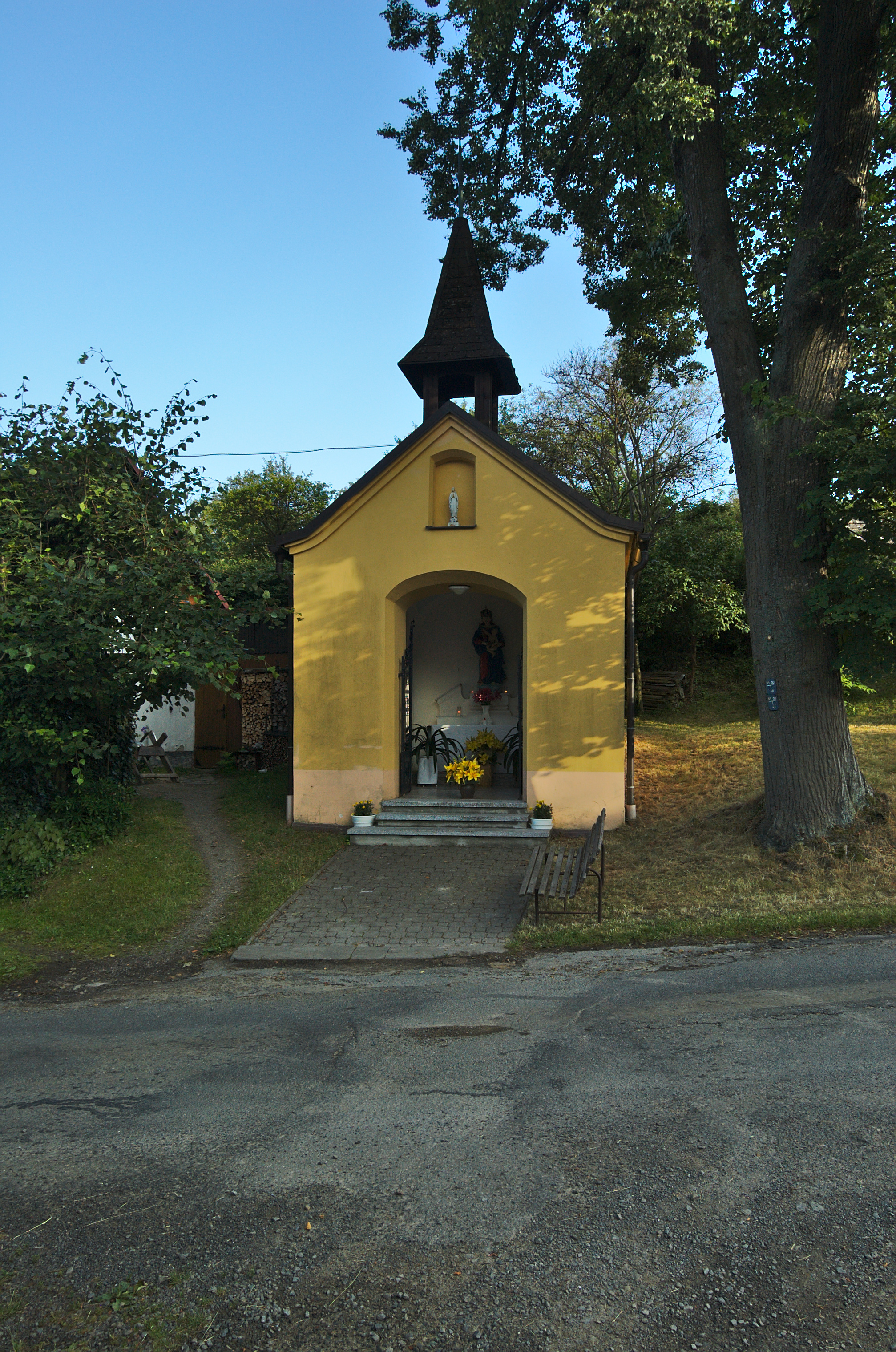
Kapelle Maria Königin

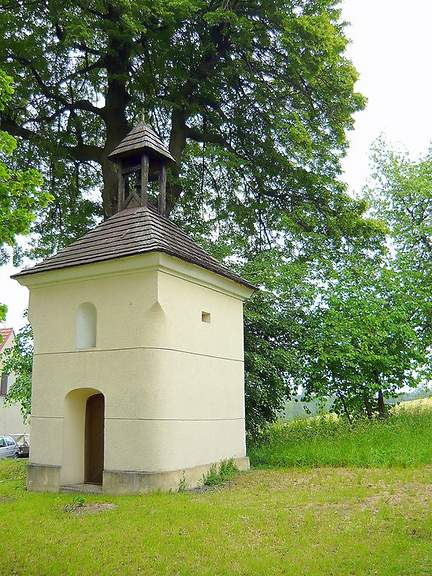
Glockenturm

Repechy (deutsch Repech) ist ein Ortsteil der Gemeinde Bousín in Tschechien. Er liegt elf Kilometer westlich von Plumlov und  gehört zum Okres Prostějov, Region Olomoucký kraj.

## Geographie
Repechy befindet sich im Drahaner Bergland am nördlichen Rande des Truppenübungsplatzes Březina. Im Dorf entspringt der Bach Repešský potok. Nordwestlich erhebt sich der Babylón (680 m). Gegen Osten liegen die Reste der Burg Smilův hrad.
Nachbarorte sind Malé Hradisko und Skřivánkov im Norden, Stínava und Vícov im Nordosten, Hamry und Žárovice im Osten, Bousín im Südosten, Drahany, Otinoves und Niva im Süden, Obora und Skelná Huť im Westen sowie Protivanov im Nordwesten.
Südlich liegt die Wüstung Maršín, gegen Osten die erloschenen Dörfer Hošperk und Jesenec.

## Geschichte
Die erste schriftliche Erwähnung ist aus dem Jahr 1480 nachweisbar. Ursprünglich wurde der Ort als Rajpach und Rejpach bezeichnet. Dieser Name leitet sich aus dem Deutschen her und ist wahrscheinlich von Reichenbach abgeleitet, einige Quellen geben Rehbach als Ursprung an. Als Veit Eder von Scziawnitz 1568 die Burg Boskowitz an Jaroš von Zástřizl verkaufte, wurde Regpech als wüstes Dorf aufgeführt.
1716 entstand an der Stelle des erloschenen Dorfes eine Glashütte, die nach zehn Betriebsjahren stillgelegt wurde. Um die Hütte war eine Glasmachersiedlung entstanden, die sich zu einem Dorf vergrößerte. Der Ort wurde als Repechi, Reppech, Repech  bezeichnet. Das älteste Ortssiegel von Repechi stammt aus dem Jahr 1754.
Im Jahre 1834 bestand das im Brünner Kreis gelegene Dominikaldorf Reppech aus 21 Häusern mit 162 mährischsprachigen Einwohnern. Erwerbsquellen bildeten die wegen der Höhenlage wenig ertragreiche Landwirtschaft, die Waldarbeit und die Leinweberei. Pfarrort war Protiwanow; der Amtsort war Boskowitz. Bis zur Mitte des 19. Jahrhunderts blieb Reppech der Allodialherrschaft Boskowitz untertänig.
Nach der Aufhebung der Patrimonialherrschaften bildete Repech ab 1850 eine Gemeinde im Gerichtsbezirk Boskowitz. Der Boskowitzer Großgrundbesitz ging 1856 an die Freiherren von Mensdorff-Pouilly über. Ab 1869 gehörte Repech zum Bezirk Boskowitz; zu dieser Zeit hatte das Dorf 199 Einwohner und bestand aus 27 Häusern. In den 1870er Jahren wurde der tschechische Ortsname in Repechy geändert. Im Jahre 1900 hatte Repechy 253 Einwohner, 1910 waren es 283. Nach dem Ersten Weltkrieg zerfiel der Vielvölkerstaat Österreich-Ungarn, das Dorf wurde 1918 Teil der neu gebildeten Tschechoslowakischen Republik. Beim Zensus von 1921 lebten in den 45 Häusern der Gemeinde 283 Tschechen. 1930 lebten in den 50 Häusern von Repechy 278 Menschen. Von 1939 bis 1945 gehörte Repechy / Repech zum Protektorat Böhmen und Mähren. Während der deutschen Besetzung erfolgte 1940 der Beschluss zur Erweiterung des Schießplatzes Wischau zu einem großen Truppenübungsplatz der Wehrmacht. Zu den 33 für die Errichtung des Truppenübungsplatzes Wischau zu räumenden Dörfern gehörte in der dritten, bis 30. Oktober 1943 zu realisierenden Etappe auch Repechy. In den 59 Häusern von Repechy lebten zu dieser Zeit 289 Menschen. Nach dem Ende des Zweiten Weltkrieges wurde die Gemeinde wieder besiedelt. 1950 lebten nur noch 108 Menschen in Repechy. 1951 entstand der Truppenübungsplatz Březina, die östlichen Teile des Gemeindekatasters wurden dem Militärgebiet angeschlossen. Im Zuge der Gebietsreform von 1960 wurde der Okres Boskovice aufgehoben und die Gemeinde dem Okres Prostějov zugeordnet. 1961 erfolgte die Eingemeindung nach Bousín. 1991 hatte der Ort 31 Einwohner. Im Jahre 2001 bestand das Dorf aus 44 Wohnhäusern, in denen 19 Menschen lebten.

## Ortsgliederung
Der Ortsteil Repechy bildet einen Katastralbezirk.

## Sehenswürdigkeiten
- Kapelle Maria Königin, aus dem Jahre 1862, auf einer Anhöhe über dem Dorfplatz
- Glockenturm, auf dem Dorfanger
- Aussichtsturm Kopaninka, südlich des Dorfes. Er wurde 2018 errichtet und hat eine Höhe von 22 m.
- mehrere gusseiserne Kreuze

## Söhne und Töchter des Ortes
- Bohumil Sláma (1913–1983), Maler